# 400 State Trail
Der 400 State Trail ist ein rund 35 km langer Fernwanderweg im US-Bundesstaat Wisconsin. Es ist ein Mehrzweckweg, auf dem neben Wandern auch Radfahren, Reiten und Schneemobile gestattet sind.
Er verläuft entlang dem Baraboo River von Elroy über Union Center, Wonewoc und La Valle nach Reedsburg. Die Oberfläche besteht aus Gras und Kalkstein.